# Carinispa
Carinispa is een geslacht van kevers uit de familie bladkevers (Chrysomelidae).
De wetenschappelijke naam van het geslacht werd in 1930 gepubliceerd door Uhmann.

## Soorten
- Carinispa nevermanni Uhmann, 1930